# Le Portrait mystérieux
Le Portrait mystérieux er en fransk stumfilm fra 1899 af Georges Méliès.